# Кумоси
Кимоси (на китайски: 庫莫奚; на пинин: kùmòxī) е монголски народ, живял от III до X век в Манджурия.
Кимоси са известни от началото на III век, когато са подчинени от сиенбейския род Юуън, и са смятани за потомци на ухуан. В края на IV век от тях се отделят киданите. През VII век кимоси са подчинени от киданите, но от средата на VIII до средата на IX век са самостоятелни, участват във въстанието на Ан Лушан и извършват многократни походи в Китай. След това отново са подчинени и постепенно асимилирани от киданите.